# Carpelimus novus
Carpelimus novus – gatunek chrząszcza z rodziny kusakowatych i podrodziny kozubków.
Gatunek ten opisany został po raz pierwszy w 2020 roku przez Michaiła Gildienkowa na łamach „Far Eastern Entomologist”. Opisu dokonano na podstawie dwóch samców ze zbioru Maxa Bernhauera pochodzących z Annamu. Epitet gatunkowy pochodzi od tekstu znajdującego się na ich etykietach.
Chrząszcz o wydłużonym ciele długości 2,1 mm, lekko błyszczącym, ubarwionym brązowo z jasnobrązowymi odnóżami i nasadami czułków, porośniętym jasnymi i krótkimi szczecinkami. Głowa jest szersza niż dłuższa, u nasady szczególnie szeroka, w części szyjnej wyraźnie zwężona, drobno i gęsto punktowana, o zaokrąglonych skroniach, półtorakrotnie dłuższych od nich, dużych i wypukłych oczach złożonych, zaopatrzona w dość krótkie czułki z członami od pierwszego do szóstego wydłużonymi, siódmym słabo wydłużonym, od ósmego do dziesiątego tak długimi jak szerokimi, a jedenastym stożkowatym. Przedplecze jest drobno i gęsto punktowane, a na jego dysku znajduje się słabo widoczny, owalny wcisk podłużny w części środkowo-przedniej, para owalnych i dość głębokich wcisków pośrodku i para wąskich, półksiężycowatych wcisków u podstawy. Boki przedplecza są zaokrąglone. Okrągłe, płytkie wciski zdobią tarczkę. Pokrywy są pokryte dość delikatnymi, drobnymi i gęsto rozmieszczonymi punktami. Powierzchnia odwłoka jest delikatnie szagrynowana.
Owad orientalny, endemiczny dla Wietnamu, znany tylko z miejsca typowego.